# Daniel Cohn-Bendit

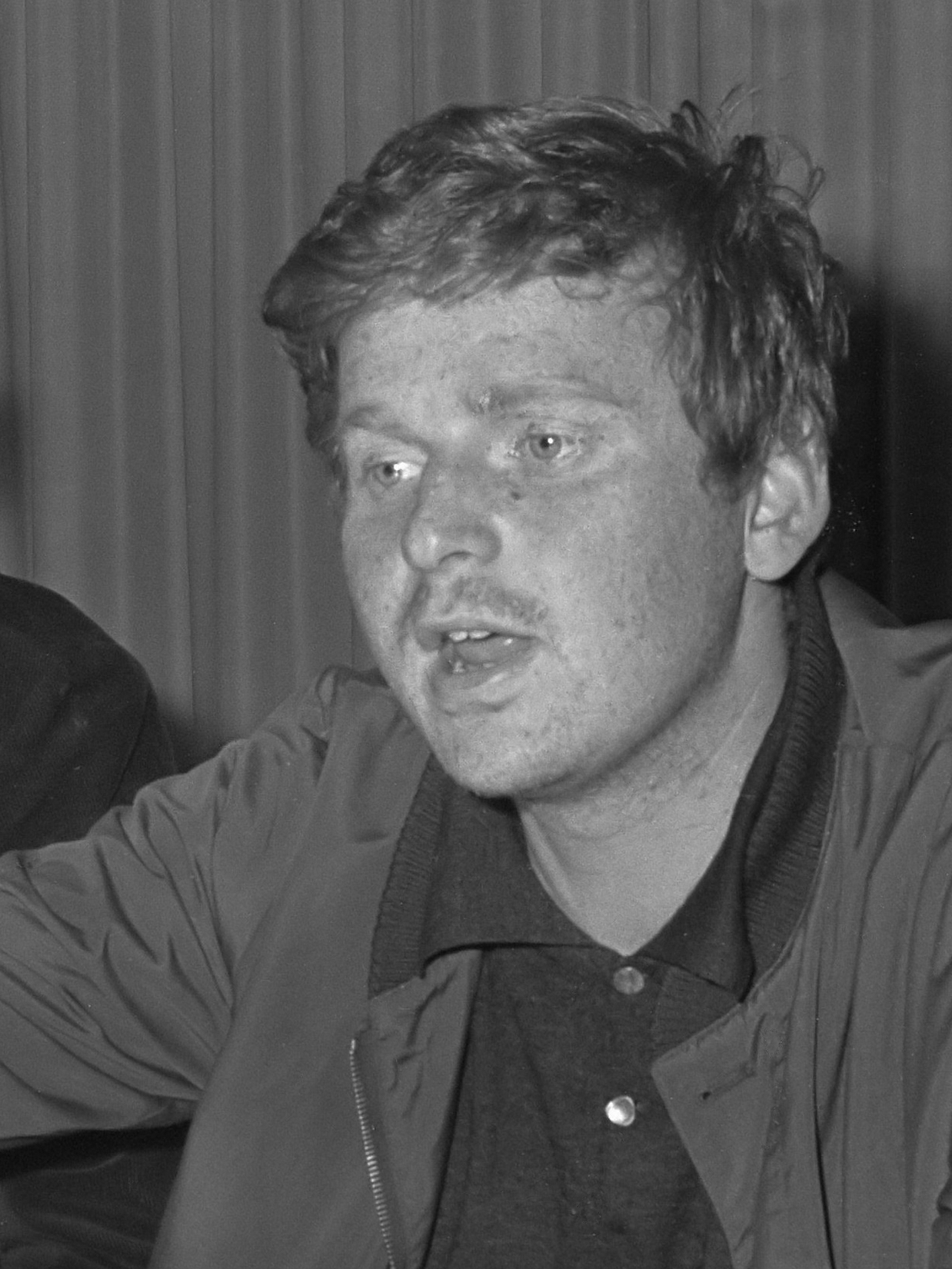
Daniel Cohn-Bendit (1968)

Daniel Marc Cohn-Bendit (Montauban, 1945. április 4. –) politikus, az 1968-as franciaországi diáklázadások egyik vezetője. 2014-ig képviselő és az Európai Zöldek – Európai Szabad Szövetség frakció társelnöke az Európai Parlamentben.

## Pályafutása 1968-ig
Daniel Cohn-Bendit apja német ügyvéd, anyja francia gimnáziumi tanfelügyelő volt. Szülei zsidó származásúak, a nácizmus elől menekültek Franciaországba 1933-ban. 1958-ban a család visszaköltözött Nyugat-Németországba. Középfokú tanulmányait a reformpedagógia egyik neves intézményében, a heppenheimi Odenwaldschulében végezte, Frankfurt am Main közelében.
Miután 1966-ban leérettségizett, visszatért Franciaországba, és 1967-től a Párizs közeli nanterre-i egyetemen szociológiát tanult. Itt csatlakozott az országos Anarchista Szövetséghez, majd azt elhagyva a nanterre-i anarchista mozgalomhoz, mely a Noir et Rouge (Fekete és Vörös) folyóirat köré szerveződött.
Részt vett az egyetemi rendszabályok (este 11 után nem lehetett a szálláshelyet elhagyni, fiúk és lányok nem tartózkodhattak egymás lakrészeiben) liberalizálásért folytatott mozgolódásokban, így a leányszállás szimbolikus „elfoglalásában” 1967 áprilisában, melyet a behívott rendőrök foglaltak vissza. Az egyetem vezetősége a szóbeszéd szerint ki akarta rúgni, ez ellen 1967 novemberében a diákok sztrájkot szerveztek, melyben a tanárok egy része is részt vett. Nagy feltűnést keltett 1968 januárjában, François Missoffe ifjúsági és sportminiszter nanterre-i látogatásakor: miután nagy nyilvánosság előtt cigarettát kért az egyetemi uszoda felavatására érkezett minisztertől, fennhangon a szemére hányta, hogy az ifjúságról szóló könyvében egy sor sincs a szexuális problémákról.

## 1968

### Diáklázadás
Ebben az időben zajlott a nagy nemzetközi figyelmet kiváltó vietnami Tet-offenzíva. Miután egy háború elleni tüntetésen több – középületeket rongáló – nanterre-i egyetemistát őrizetbe vettek, 1968. március 22-én a hallgatók mintegy másfélszáz fős csoportja válaszképpen elfoglalta az egyetem igazgatósági épületét. A professzori tanácsteremben tartott gyűlésükön elfogadott tiltakozó határozat meghozatalában kulcsszerepet játszott Cohn-Bendit. Erre az eseményre utalt az általa létrehozott mozgalom neve is (Március 22-e mozgalom). Május 2-án a rendőrség kiürítette az egyetemet, emiatt másnapra az események átterjedtek Párizsra, Cohn-Bendit részt vett a párizsi Sorbonne épületének elfoglalásában is. Ekkor még nem rendelkezett francia állampolgársággal. Miután május 21-én Berlinbe utazott, visszatérését megtiltották. (A kiutasítás – amit különben többször kijátszott – 1978-ig maradt érvényben.)
Cohn-Bendit botrány- és feltűnéskedvelő, provokatív, nagyhangú, hatásos és szellemes szónok volt. Mikor ellenfelei a sajtóban mint idegent emlegették, a vele szolidáris diákság egy gyűlésen kórusban skandálta: „Mi mind németek és zsidók vagyunk”. Látványos szereplései alkalmassá tették arra, hogy a sajtó őt emelje ki a diáklázadók szervezetlen és vezetés nélküli tömegéből. Vörös haja és radikális politikai nézetei miatt „Dany le Rouge”, vagyis „Vörös Dani” néven emlegették. A ’68-as diákmozgalmak fotóikonja lett az a néhány fénykép, amin szemtelen hetykeséggel mosolyog fel az őt körülvevő, rohamsisakos rendőrökre. Így, noha valójában magukra a párizsi eseményekre nem gyakorolt jelentős befolyást, ’68 egyik szimbóluma lett.

### Nézetei
Cohn-Bendit és a Március 22-e mozgalom nem fogalmazott meg hagyományos értelemben vett politikai cselekvésprogramot. Törekvéseik lényege a „fogyasztási kényszertől”, való függés tagadása, a megmerevedettnek mondott társadalmi hierarchia, tekintélyelvűség lebontása, nők és fiatalok emancipálása, újfajta életforma, természetesebb társadalmi együttélés, valamiféle, közelebbről meg nem határozott társadalmi önigazgatás megteremtése. Eszközként nem a hagyományos szakszervezeti vagy pártpolitizálást választotta, így elutasította a hatalom forradalom vagy választások útján történő megragadását is, akárcsak számos más ’68-as mozgalmár. Inkább a „begyepesedett” társadalom spontán akciókkal történő provokálását tartotta célravezetőnek, vagyis a többségében a kapitalizmussal elégedett tömeg rádöbbentését „kizsákmányolt” helyzetének állítólagos „tarthatatlanságára”. Jacques Le Goff történész szerint a Március 22-e nem a politikai, hanem a kulturális baloldaliság szervezete volt, mely rövid távon nem volt jelentős, de „a vágyfelszabadítás áramlatába” illeszkedve, a hasonló törekvésekkel együtt hosszabb távon nagyobb hatást gyakorolt, mint a balos politikai csoportocskák.

### Antikommunizmusa
Bár a diáklázadókkal kapcsolatban többnyire a „három M”, Marx, Marcuse és Mao hatását szokták emlegetni, Cohn-Bendit esetében az utóbbi kettőnek 1968-ban nem volt szerepe. Saját bevallása szerint Marcusét nem ismerte, a maoistákkal pedig vitában állt. Kortársai közül egyedül a francia Jean-Paul Sartre valamelyes hatását ismerte el (interjút is adott neki).
„Marxista anarchistának” mondta magát, aki egyetért „Marx elemzésével, amit a kapitalista társadalomról adott”, de politikai megoldási javaslataival nem. Véleménye szerint a kommunista mozgalom új társadalom helyett csak új önkényuralmat hozott létre. A diákmozgolódás közben – akárcsak általában a lázadó diákok többsége – élesen kritizálta a kommunista diákszervezeteket.
Bátyjával közösen írt könyvében marxi terminológiával, helyenként egyenesen a Kommunista kiáltványt parafrazeálva bírálta kora kapitalizmusát, fogyasztói társadalmát, de a Francia Kommunista Pártot és a Szovjetuniót is. Álláspontjuk szerint a bolsevikok 1921-es győzelme az anarchista Mahno felett a „bürokratikus ellenforradalom győzelme” volt, és a Szovjetunióban valójában nem történt más a polgárháború során, mint hogy a „»forradalmi párt« megtartja a hatalmat, míg a munkásosztály elveszti, hogy a hatalmat a munkásosztálytól nem az ellenforradalom klasszikus erői ragadják el, hanem a párt”.
Mikor a Sorbonne elfoglalása után kihallgatták a rendőrök, „Kuroń–Modzelewskiként”, vagyis két, a szocialista Lengyelországban börtönre ítélt lengyel nevével mutatkozott be.
A francia és szovjet kommunisták viszont Cohn-Bendit tevékenységét ítélték el, egyebek között azt állítva, „nézeteinek legfontosabb sajátossága a kóros kommunistaellenesség.”
Egy akkori nyilatkozata kapcsán („Kiesinger jobban tenné, ha nem beszélne a Csehszlovákiában történtekről”) az a téves megállapítás jelent meg, hogy 1968-ban kiállt a prágai szovjet beavatkozás mellett.

## Pályafutása 1968 után
Franciaországból történt kiutasítása után visszatért Frankfurtba, ahol egy magánóvodában nevelőként és egy könyvesboltban eladóként dolgozott; mindkettő a szélsőbaloldali szubkultúra intézménye volt.
A 1984-ben csatlakozott a német Zöld Párthoz. 1989-től Frankfurt alpolgármestereként társadalmi munkában vezette az ún. „multikulturális ügyek hivatalát”.
1994-től folyamatosan tagja az Európai Parlamentnek; kettős állampolgár lévén hol a német, hol a francia zöldek képviselőjeként választották meg.

## Politikai nézetei az 1980-as évektől
Cohn-Bendit a hetvenes évek folyamán, bár megőrizte a fogyasztói társadalommal szembeni ellenszenvét, fokozatosan eltávolodott a kapitalizmus és a képviseleti demokrácia egészét radikálisan elutasító, lázadó alapállástól. Reformistának vallja magát, aki a fennálló politikai kereteken belül kívánja megvalósítani céljait.
2008-ban megjelent könyvének a Forget 68 (Felejteni 68-at) címet adta, és előszavában kifejtette, „68-nak vége! … A mai világ teljesen más, mint amilyen 68-ban volt.”
Ő, aki '68-ban egy radikális kisebbség tagjaként az egész társadalmat akarta boldogságra ösztökélni, egy szélsőbaloldali politikussal vitázva 2009-ben kijelentette: „nem lehet a népet a nép ellenében boldogítani”.
A nyolcvanas évektől felfogásának középpontjában a környezetvédelem áll. Megőrizve ’68-as felfogását a nemzeti hovatartozás másodlagos szerepéről, inkább az európai integráció kiterjesztésének (beleértve a törökök csatlakozását) és mélyítésének híve; ennek érdekében a konszenzusos döntéshozatalt minden téren a hatékonyabb többségire cserélné. 2003-ban például azt javasolta, hogy ha az új európai alkotmányra az európai polgárok többsége igent mond, és ha az európai államok többsége is jóváhagyja, akkor az lépjen életbe, és azok az országok, melyek lakosságának többsége nemet mondott, dönthessék el, hogy alávetik magukat, vagy kilépnek az Unióból.
Támogatja a multikulturalizmust, az európai muszlimok teljes emancipációját és a szabad bevándorlást, amire szerinte a kontinens elöregedése miatt is szükség van.
A drogfüggőkkel szemben a toleránsabb politika, továbbá a fizikai függést nem okozó könnyű drogok liberalizálásának híve. Támogatja a szabad szoftverhasználatot. Élesen bírálta XVI. Benedek pápát, amiért az 2009-ben kijelentette, hogy az afrikai óvszerosztás csak súlyosbítja az AIDS problémáját.
Az „antitotalitarizmus” jegyében a Szovjetunió összeomlásáig megőrizte szovjetellenességét. Az 1980-as évek elején egy televíziós műsorban Adam Michnikkel, a lengyel antikommunista ellenállás legendás alakjával beszélgetve kijelentette: egész „generációmban téged (Michniket) csodállak a legjobban … nem tudom, volna-e bátorságom Lengyelországban úgy viselkedni, mint te, ahhoz, hogy tudatosan szembenézzek a börtönnel”. Bár a nemzet és vallás kérdésében vitáztak, úgy vélte „ami egyesít minket az negatív megfogalmazásban a tekintélyellenes érzékenység, pozitív oldalról nézve a demokrácia tágabb és szenvedélyesebb koncepciója”. „Szerencsénk van, hogy olyan emberekről beszélhetünk a lengyeleknek, mint Dany – válaszolta Michnik. – És Danynak lehetősége van, hogy a nyugati világgal jobban megértessen olyan embereket, mint amilyen Kuron”.
1991-ben ellenezte az öbölháborúba való európai beavatkozást, de a posztkommunista Slobodan Milošević jugoszláviai népirtó rendszerével szemben elsők között szólított fel közös katonai fellépésre.
Gazdasági felfogása szociálliberális: élesen bírálja a neoliberalizmus gazdaságpolitikáját mely szerinte „teljesen őrült hiedelemre épül, egy vallásra, amely azt mondja, hogy a szabályozatlan piac minden problémánkat megoldja”. Osztja a globalizmus környezetvédő kritikáját. Ugyanakkor támogatója a közszolgáltatások (posta, telefon, áramszolgáltatás) privatizációjának, amivel ellentétbe került a zöldek erősebben piacellenes irányzataival.
Megőrizte ’68-ból provokatív, harcias stílusát, gyakran keveredik botrányos konfliktusba, így például 2008-ban Václav Klaus cseh államfővel. Baloldali bírálói azt állítják, csak stílusában radikális, a lényeget illetően konformista.

## Cohn-Bendit és a magyarok
Testvérével közösen írt könyvében többször emlegette a magyar 1956-os forradalmat, mint ’68 előzményét jelentő történelmi példát a „tömegek autonóm tevékenységére”. Felfogásuk szerint a magyar 1956 fordulópont volt a baloldal történetében, mert ekkor történt, hogy „a szovjet bürokrácia és az úgynevezett népi demokráciák megmutatták az igazi arcukat” és így „véglegesen összeomlott a »szocialista paradicsom« mítosza”. Ettől „az 1956-os évtől kezdve érezhető a baloldali radikális csoportok első általános fellendülése.”
2011. január 19-én az Európai Parlamentben éles hangon bírálta Orbán Viktort, kormánya médiapolitikája miatt. Később az új magyar alkotmányt is támadta, többek között azért, mert „Isten” (vagyis a magyar himnusz első sora) szerepel az alaptörvény ún. Hitvallásában, illetve 2011. július 5-én, elismerve a magyar EU elnökség sikereit, ismételten bírálta az Orbán-kormány bel- és külpolitikáját.
A Lehet Más a Politika nevű környezetvédő párt támogatója, rendezvényeinek vendége.

## Kritikák
2011. március 19-ét követően a magyar nyelvű interneten és sajtóban különféle vádak jelentek meg Cohn-Benditről. Ezek legsúlyosabbja, hogy 1968-ban kiállt volna a prágai szovjet beavatkozás mellett. Az állítás bizonyítottan téves, és ellentétes minden megnyilatkozásával.
A magyar sajtóban is újra felbukkant az korábbi vád, hogy Cohn-Bendit kiskorúakat molesztálhatott szexuálisan. A vádat Bettina Röhl újságírónő is felvetette 2001-ben, és több más leleplezési kísérletet is tett politikusok szélsőbaloldali múltjával kapcsolatban.

„Többször is megesett, hogy néhány gyerek lehúzta a sliccemet és elkezdtek csiklandozni. A körülményektől függően különböző módokon reagáltam, de a kívánságuk problémát okozott nekem. Azt kérdeztem tőlük: »Miért nem egymással játszotok, miért engem választottatok, és nem a többi srácot?« De ha kitartók voltak, én mégis visszasimogattam őket.”

– Daniel Cohn-Bendit: Le Grand Bazar (P. Belfond, 1975)

A vádat a hazai média – az Európai Parlamenti vita visszfényében – pártállástól függően értelmezte. A jobboldal szerint azt megalapozzák Cohn-Bendit saját, 1970-es években leírt és nyilatkozott állításai. A baloldal szerint viszont cáfolja a vádat, hogy saját korukban a nyilatkozatok nem keltették a pedofília gyanúját, továbbá sem akkor sem utólag senki (szülő, egykori óvodás, civil szervezet) nem panaszolta be, jelentette fel a szerzőt azzal, hogy ténylegesen gyerekeket molesztált volna.
Cohn-Bendit 2012. január 17-én az Európai Parlamentben beszélt a sajtónak Orbán Viktor „szervezett hazugságra” épített országáról, Magyarországról. Megismételte a vádakat, hogy a magyar sajtó centralizált és szerinte csak az jelenhet meg ami a kormánynak tetszik. Szerinte az EP csupán gesztust tesz, hogy beengedi és felszólalni engedi a magyar miniszterelnököt. Biztatta az újságírókat, hogy sokat írjanak a témáról.

## Magánélete
Tizenhét éves korára mindkét szülőjét elvesztette, így a nála kilenc évvel idősebb bátyjának nagy jelentősége volt életében, politikai fejlődésében. Jelenleg is munkatársak. Frankfurtban él feleségével, felesége fiával és közös fiukkal. Hobbija a foci.

## Film, média
Cohn-Bendit jó kapcsolatban volt a francia filmes új hullám két neves rendezőjével, Jean-Luc Godard-ral és François Truffaut-val. Utóbbival tervezett közös munkájára végül nem került sor, de Godard-ral közösen írt filmforgatókönyvet a Keleti szél (1969) című filmhez. Társrendezője volt a C’est la vie (1991) című játékfilmnek, melyben egy kisstílű bűnöző epizódszerepét el is játszotta. A film egyik főszerepét Jean-Pierre Léaud alakította.
A frankfurti Pflasterstrand magazin felelős szerkesztője és kiadója volt 1976-tól, és a svájci „Literaturclub" c. televíziós műsort is vezette 1994-től 2003-ig.

## Könyvei
- Gabriel és Daniel Cohn-Bendit: A baloldali radikalizmus, orvoslás a kommunizmus aggkori betegségére. Kossuth, Bp., é. n. [1970]  Az eredeti: Le gauchisme, remède à la maladie sénile du communisme, Éditions du Seuil, 1969 (avec Gabriel Cohn-Bendit)
- A totalitarizmus. Dany Cohn-Bendit interjúja Adam Michnikkel. Fordította Sulyok Miklós. 1988. A fordító kiadása, szamizdat. Az eredeti: Dany Cohn-Bendit: Nous l’avons tant aimée, la revolution. Paris, 1987
- Forget 68 (beszélgetések), Éditions de l'Aube, 2008

## Díjak, kitüntetések
- 1997 – A Tilburgi Katolikus Egyetem díszdoktori címe, Hollandia
- 1998 – „Révélation politique" (a rombinoscope francia politikai évkönyv által jelentős politikai érdemekért adott kitüntetés)
- 2001 – Hannah Arendt-díj
- 2009 – Cicero szónoki díj

## Fordítás
- Ez a szócikk részben vagy egészben a Daniel Cohn-Bendit című angol Wikipédia-szócikk ezen változatának fordításán alapul.  Az eredeti cikk szerkesztőit annak laptörténete sorolja fel. Ez a jelzés csupán a megfogalmazás eredetét és a szerzői jogokat jelzi, nem szolgál a cikkben szereplő információk forrásmegjelöléseként.